# Бишоф, Бернхард
Бернхард Бишоф (нем. Bernhard Bischoff; 20.12.1906, Тюрингия — 17.09.1991, Мюнхен) — немецкий историк и филолог, палеограф. Профессор, доктор. Членкор Британской академии (1960), иностранный член Американского философского общества (1989).
Докторскую степень получил в 1933 году под руководством Пауля Леманна.
С 1947 года преподавал в Мюнхенском университете, где сменил своего учителя, с 1974 года эмерит.
Член Баварской академии наук (1956), Королевской Ирландской академии (1957), Германского археологического института (1962), Американской академии искусств и наук (1968).
Почётный доктор университетов Дублина, Оксфорда, Кембриджа и Милана. Среди учеников — Михаэль Бернхард.